# Alfonso Gomez-Rejon
Alfonso Gomez-Rejon (ur. 6 listopada 1972 w Laredo, Teksas w USA) – amerykański reżyser filmów i seriali. Nakręcił m.in. film Earl i ja, i umierająca dziewczyna i współtworzył kilka seriali np. Glee czy American Horror Story. Był nominowany do nagrody Emmy oraz zdobył nagrodę główną na Sundance Film Festival.

## Wybrana filmografia
Filmy:
- 2014: Miasteczko, które bało się zmierzchu (The Town That Dreaded Sundown)
- 2015: Earl i ja, i umierająca dziewczyna (Me and Earl and the Dying Girl)
- 2017: Wojna o prąd (The Current War)

Seriale:
- 2010-2014: Glee
- 2011-2014: American Horror Story
- 2014: Red Band Society